# Iyana Gray
Iyana Gray (27 de febrero de 2003) es una deportista de Estados Unidos que compite en atletismo. Ganó una medalla de plata en el Campeonato Mundial de Atletismo Sub-20 de 2022, en la prueba de 4 × 100 m.

## Palmarés internacional
| Campeonato Mundial Sub-20 | Campeonato Mundial Sub-20 | Campeonato Mundial Sub-20 | Campeonato Mundial Sub-20 |
| Año                       | Lugar                     | Medalla                   | Prueba                    |
| ------------------------- | ------------------------- | ------------------------- | ------------------------- |
| 2022                      | Cali (Colombia)           | Medalla de plata          | 4 × 100 m                 |